# Bandera de Cabrales
La bandera de Cabrales (Asturias) es rectangular. Únicamente tiene un color de fondo, el verde, y posee el escudo del concejo centrado.
- Datos: Q8241586